# Créolisation (concept)
Pour les articles homonymes, voir créolisation.
La créolisation désigne le processus qui en présence de plusieurs cultures en crée une nouvelle. Ce processus s'applique à la formation culturelle des Amériques. Édouard Glissant la généralise à toutes les rencontres de cultures. La créolisation est un processus irréversible.

## Origine
Le terme provient du mot criollo, du portugais crioulo. Ce terme désigne ce qui est né dans la colonie par opposition à ce qui vient d'Europe. Le mot créole désigne aussi bien les noirs que les blancs né aux Caraïbes. Par la suite, le mot désigne la langue issue du contact des langues de colonisation avec des langues indigènes. Le créole est la langue parlée par les colons et les personnes esclavagisées.
La créolisation décrit ces phénomènes de métissage et de création linguistiques. Les esclaves ont-il reproduit leurs pratiques culturelles ? Les esclaves ont-ils pu créer d'autres pratiques indépendante de l'oppression et de l'esclavage ? La créolisation propose une troisième possibilité. La formation culturelle des Amériques s'est faite selon un processus de métissage des cultures en présence, pour en créer une nouvelle. Edward Kamau Brathwaite de la Barbade, Rex Nettleford de la Jamaïque, les Américains Sidney Mintz, Richard Price et Édouard Glissant de la Martinique sont les principaux défenseurs de ce concept.
Pour Édouard Glissant, le processus est irréversible. Il n'y a pas de possibilité de retour en arrière. Il développe ce concept à travers trois œuvres Soleil de la conscience (1956), Poétique de la relation (1990) et Agi de Tout-Monde (1997).

## Utilisation en politique
Le terme de créolisation a été utilisé par Jean-Luc Mélenchon pour répondre aux affirmations d'Éric Zemmour sur le manque d'assimilation des immigrés en France durant l'émission Face à Baba de la campagne présidentielle de 2022. Mélenchon oppose ce qu'il appelle « créolisation » à ce que Zemmour appelle « grand remplacement » et « islamisation ».